# Billeberga distrikt
Billeberga distrikt är ett distrikt i Svalövs kommun och Skåne län. 
Distriktet ligger sydväst om Svalöv. 

## Tidigare administrativ tillhörighet
Distriktet inrättades 2016 och utgörs av socknen Billeberga i Svalövs kommun.
Området motsvarar den omfattning Billeberga församling hade vid årsskiftet 1999/2000.